# Panax
Panax é um gênero de plantas da família Araliaceae que é popularmente chamado de ginsão, ginsem, ginseng, jinsão ou jinsém.

## Espécies
- Panax bipinnatifidus Seem.
- Panax ginseng C.A.Mey.
- Panax japonicus (T.Nees) C.A.Mey.
- Panax notoginseng (Burkill) F.H.Chen
- Panax pseudoginseng Wall.
- Panax quinquefolius L.
- Panax sokpayensis Shiva K.Sharma & Pandit
- Panax stipuleanatus H.T.Tsai & K.M.Feng
- Panax trifolius L.
- Panax vietnamensis Ha & Grushv.
- Panax wangianus S.C.Sun
- Panax zingiberensis C.Y.Wu & Feng

## Uso medicinal
Os extratos de ginseng que são obtidos das raízes são considerados tônico e nutriente, a medicina popular o cita como remédio para feridas e inchaços.
As espécies de Panax - únicas a conterem ginsenosídeos - estão sob pesquisa básica e clínica para investigar potenciais uso na medicina. As espécies também contém fitoestrógenos.